# Iván Zamorano
Iván Luis Zamorano Zamora (n. 18 ianuarie 1967, Santiago de Chile, Chile) este un fost jucător chilian de fotbal. Alături de Elías Figueroa și  Marcelo Salas, el a devenit unul dintre cei mai cunoscuți fotbaliști chilieni. A fost un membru al echipei naționale de fotbal a statului Chile jucând la Campionatul Mondial din 1998. A jucat pentru două cluburi mari din Spania, Sevilla și Real Madrid C.F. dar și pentru clubul italian Internazionale Milano. A câștigat campionatul Spaniei în sezonul 1994-1995, fiind și golgheterul sezonului. Cu Inter Milan a câștigat Cupa UEFA.
În 2004 a fost trecut de Pelé pe lista FIFA 100.